# 유균

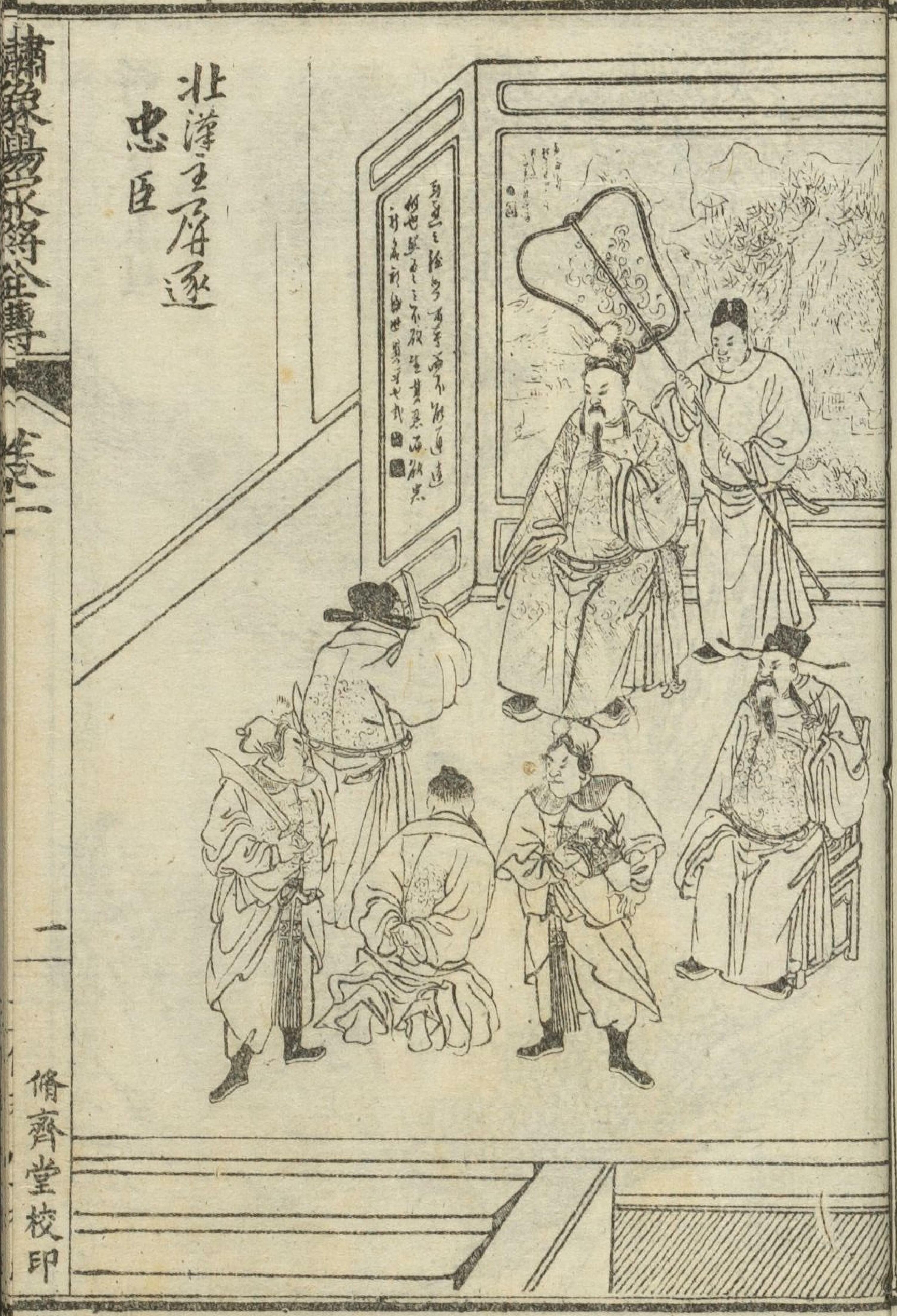

유균(劉鈞, 926년 ~ 968년 8월 16일(음력 7월 20일))은 오대십국 시대 북한의 제2대 황제(재위：954년 - 968년)이다. 묘호는 예종(睿宗)이며, 시호는 효화황제(孝和皇帝)이다. 또 다른이름으로는 유승균(劉承鈞)이라고도 한다.
그는 유숭의 차남으로 유균이 뒤를 이어, 약세를 만회하기 위해 내정에 힘을 기울였으나, 시영에게 957년 영토를 빼앗겼다. 그 후 후주에서는 조광윤에게 선양이 이루어져, 송나라가 탄생하였고, 이 송나라로부터 강한 압력을 받아 국내는 혼란상태에 빠졌다.
968년 유균이 죽자 유숭의 손자이며, 유균의 양자였던 유계은(劉繼恩)이 옹립되었으나 곧 살해당하고, 같은 유숭의 손자이자 유균의 양자였던 유계원(劉繼元)이 제위에 올랐다.
| 전 임 유민 | 제2대 북한의 황제 954년 ~ 968년 | 후 임 유계은 |